# 淺沼広太
淺沼 広太（あさぬま こうた、1979年5月24日 - ）は、日本のライトノベル作家。東京都杉並区出身。

## 来歴
東京コミュニケーションアート専門学校卒業。専門学校在籍時、新人賞創設前の集英社・スーパーダッシュ文庫編集部へ原稿を持ち込み2002年に「魔王、始めました 覇を唱えればサドンデス」でデビュー。以後も同文庫を中心に執筆している。

## 作品一覧
巻数記載の無い作品は単巻。
スーパーダッシュ文庫（集英社）
- 魔王、始めました（全9巻）
- 神の手のネジマイスター
- バトル・モラトリアム
- ぼくたちには野菜が足りない（全4巻）
- 天使の飼い方・しつけ方（全5巻）
- 王ディション! （全4巻）
- 一緒に革命しませんか?（全3巻）

ファミ通文庫（エンターブレイン）
- みんなのあくあ!
- バトルフィールドは空騒ぎ!（全3巻）
- オトメな文具。（全3巻）
- 7秒後の酒多さんと、俺。（全4巻）
- ぜんぶ彼女に「視」られてる？ （全3巻）

一迅社文庫（一迅社）
- ようこそ青春世界へ!（全2巻）

MF文庫J（メディアファクトリー）
- ディーは人型魔装具です。（全４巻）
- 俺は彼女の犬になる!（全3巻）

幻狼ファンタジアノベルス（幻冬舎コミックス）
- 有限会社ビクトリア旅行代理店（2008年11月）